# André Becquet
André Henri Émile Antoine Joseph Marie Becquet (ur. 19 lutego 1893 w Ixelles, zm. 31 sierpnia 1975 w Forest) – belgijski hokeista na trawie na igrzyskach w Antwerpii 1920. Wraz z drużyną  zdobył brązowy medal.